# Dichaetomyia pectinipes
Dichaetomyia pectinipes este o specie de muște din genul Dichaetomyia, familia Muscidae. A fost descrisă pentru prima dată de Stein în anul 1909. Conform Catalogue of Life specia Dichaetomyia pectinipes nu are subspecii cunoscute.